# Franz Lennartz
Franz Lennartz (* 20. März 1910 in Rheydt, Rheinland; † 16. Januar 2003 in Salem, Baden-Württemberg) war ein Schriftsteller, Publizist, Lexikograph, Literaturhistoriker und Sammler.

## Leben und Werk
Franz Lennartz wurde als Sohn eines Kaufmanns im rheinländischen Rheydt geboren und wuchs dort als jüngstes von fünf Kindern auf. Nach dem Abitur (1929) studierte er unter anderem in Bonn, Köln und Berlin Germanistik, Philosophie und Geschichte. Schon früh trat er als Autor, Feuilletonist und Literaturkritiker hervor und schrieb für Zeitungen und Zeitschriften. In Berlin lernte er seine Frau Gudrun Dux kennen, die er 1935 heiratete, und arbeitete als Lektor für Rundfunk und Film (Universum Film (UFA)).
Lennartz interessierte sich besonders für die zeitgenössische Literatur, sammelte Materialien, korrespondierte mit Autoren und verfasste Darstellungen zu ihrem Leben und Werk. Sein Band „Dichter unserer Zeit. 275 Einzeldarstellungen zur deutschen Dichtung der Gegenwart“ (1938) wurde als „Literaturführer für jedermann“ mehrfach aufgelegt und erweitert. 1941 erschien bereits die 4. Auflage. Entsprechend dem damaligen politischen Kontext fehlen in dem Werk konsequent alle Autoren, die als „jüdisch“ oder „kryptojüdisch“ verfemt bzw. als Demokraten im „Dritten Reich“ unerwünscht waren, beispielsweise Franz Kafka, Thomas und Heinrich Mann, Lion Feuchtwanger, Arnold Zweig, Stefan Zweig, Alfred Döblin und viele andere. Der Bochumer Literaturwissenschaftler Uwe-Karsten Ketelsen bezeichnete diese Auslassungen im Sinne der nationalsozialistischen Kulturpolitik als „literarhistorische Schreibtischtäterschaft“. Marcel Atze titulierte Lennartz in seiner Besprechung des Buches Literatur in Nazi-Deutschland von Hans Sarkowicz und Alf Mentzer (2003) explizit als „NS-Literaturwissenschaftler“. Sarkowicz selbst nennt Lennartz als Vertreter der NS-Literaturgeschichtsschreibung in einer Reihe mit Heinz Kindermann, Josef Nadler, Hermann Pongs und Paul Fechter und zitiert an mehreren Stellen die linientreuen Beurteilungen von Autoren wie Stefan Andres, Hermann Hesse und Herybert Menzel in den von Lennartz während der NS-Zeit verfassten Darstellungen.
Während des Zweiten Weltkriegs war Lennartz Offizier und zuletzt in Breslau stationiert, wo er 1945 in sowjetische Gefangenschaft geriet, aus der er 1950 zurückkehrte. Fortan widmete er sich ganz der Weiterarbeit an seinen Autorenlexika Deutsche Dichter und Schriftsteller unserer Zeit (elf Auflagen) und Ausländische Dichter und Schriftsteller unserer Zeit (fünf Auflagen), die er gründlich – jetzt im demokratischen Sinn – überarbeitete und die bald zu Standard-Nachschlagewerken jedes literarisch Interessierten und zu den meistgelesenen Literaturlexika im deutschsprachigen Raum wurden. 1952 erschien der erste „Nachkriegs-Lennartz“. Natürlich waren Heinrich Anacker und Baldur von Schirach hier nicht mehr dabei, jedoch um die achtzig Autoren, die bereits 1941 vertreten waren. In sein Privatexemplar der Dichter unserer Zeit aus dem Jahre 1941 notierte Lennartz: „Das Vorwort und der Text über Schirach stammen von der Redaktion, Zugeständnisse des Verlags an die parteiamtliche Prüfungskommission, um die Druckerlaubnis und Papier zu bekommen.“
Die in den während der NS-Zeit erschienenen Ausgaben ignorierten demokratischen und jüdischen Autoren waren nun freilich aufgenommen worden, ohne dass dieser Wechsel ausdrücklich kommentiert worden wäre.
Lennartz, den Marcel Reich-Ranicki einen „Meister der knappen Charakteristik“ nannte, behandelt die Autoren und Werke in seinen Darstellungen im Kontext ihrer Epoche und im vielstimmigen „Spiegel der Kritik“, ihre Charakteristika beleuchtet er vielschichtig und in sprachlich brillanter Form in „essayistischen Kabinettstückchen“ (so der bergische Bibliothekar, Lokalhistoriker und Lennartz-Experte Wilhelm Richard Schmidt). Biografische und bibliografische Details recherchierte er dabei mit großer Sorgfalt, was Reich-Ranicki veranlasste, vom „Lennartz“ als dem „zuverlässigen Lexikon“ zu sprechen. Auch Uwe Johnson lobte die Vollständigkeit der Lexika: „Alles ist da.“
Lennartz zog 1960 von Berlin nach Kirchhofen bei Freiburg und von dort 1967 nach Salem am Bodensee. Enge Freundschaften verbanden ihn mit Bruno Hillebrand und Dino Larese. 1987 erwarb das Deutsche Literaturarchiv des Schiller-Nationalmuseums die insgesamt etwa 1.700 Stücke umfassende Korrespondenz von Franz Lennartz mit Autoren wie Robert Musil, Franz Kafka, Ernst Jünger, Gerhart Hauptmann, Gottfried Benn, Paul Celan, Bertolt Brecht, Heinrich Böll oder Carl Zuckmayer. Neben seiner schriftstellerischen Tätigkeit pflegte Lennartz sein in Jahrzehnten gewachsenes Archiv zu literatur- und zeitgeschichtlichen Themen (darunter Sondersammlungen unter anderem zu Goethe, Napoleon und Picasso) und sammelte neben Tausenden von Büchern eine fast unübersehbare Menge an Artikeln, Notizen, Rezensionen und Beiträgen aus deutschsprachigen und internationalen Publikationen. Mit Unterstützung der Deutschen Forschungsgemeinschaft (DFG), der Hessischen Kulturstiftung für Wissenschaft und Kunst und des S. Fischer Verlages erwarb die Stadt- und Universitätsbibliothek Frankfurt am Main diesen wichtigen Teil seines Lebenswerkes 1990 komplett. Er bildet heute einen Teil des dortigen Archivzentrums (Sammlung Franz Lennartz zur deutschen Literatur, mit Besichtigungsmöglichkeit). Der Fundus umfasst rund 900 Meter, etwa drei Viertel davon sind wissenschaftlich erschlossen. Eine Ausstellung anlässlich des 85. Geburtstages von Franz Lennartz wurde 1995 in Frankfurt am Main und 1996 in der Universität Konstanz gezeigt. Franz Lennartz starb am 16. Januar 2003 in seinem Haus in Salem-Beuren.

## Auszeichnungen
- Bundesverdienstkreuz am Bande (1999)

## Werke
- Die Dichter unserer Zeit. Einzeldarstellungen zur deutschen Dichtung der Gegenwart. Kröners Taschenausgabe Band 217. Stuttgart: Kröner Verlag 1938. 2. Aufl. 1939. 3. Aufl. 1940. 4. Aufl. 1941. (enthält 300 Autoren bei 391 S.) 1952 – ohne eine Erklärung von Lennartz – Vorlage einer völlig überarbeiteten 5. Auflage von 573 S. (Viele nationalsozialistische Autoren fehlen, dafür sind demokratische und jüdische Autoren enthalten, die vorher völlig fehlten.)
- Dichter und Schriftsteller unserer Zeit. Einzeldarstellungen zur Schönen Literatur in deutscher Sprache. Kröners Taschenausgabe Band 217. Stuttgart: Kröner Verlag 1954 (6. Aufl.). 7. Aufl. 1957
- Deutsche Dichter und Schriftsteller unserer Zeit. Einzeldarstellungen zur Schönen Literatur in deutscher Sprache. Kröners Taschenausgabe Band 217. Stuttgart: Kröner Verlag 1959 (8. erw. Aufl.). 9. erw. Aufl. 1963. 10. erw. Aufl. 1969
- Deutsche Schriftsteller der Gegenwart. Einzeldarstellungen zur Schönen Literatur in deutscher Sprache. Kröners Taschenausgabe Band 217. Stuttgart: Kröner Verlag 1978 (11. erw. Aufl.)
- Ausländische Dichter und Schriftsteller unserer Zeit. Einzeldarstellungen zur Schönen Literatur in fremden Sprachen (= Kröners Taschenausgabe. Band 217). Kröner, Stuttgart 1955, DNB 452804701 (2. erw. Aufl. 1957. 3. erw. Aufl. 1960. 4. erw. Aufl. 1971 und 1976).
- Deutsche Schriftsteller des 20. Jahrhunderts im Spiegel der Kritik. 845 Einzeldarstellungen mit Werkregister und dokumentarischem Anhang. Mit einem Vorwort von Imma Klemm. 3 Bände in Kass. und Registerband. Stuttgart: Kröner Verlag 1984

## Quelle / Weblink
- Wilhelm R. Schmidt: Franz Lennartz. Kurzbiografie zur Ausstellung in der Frankfurter Universitätsbibliothek vom 1. März – 31. März 2010, abgerufen am 17. Oktober 2016.
Hinweis: Der Autor des Begleitbuchs Schmidt hat auch die Texte im Internet verfasst. Im Artikel nicht einzeln belegte Angaben und Zitate stammen aus Schmidts Kurzbiografie und sind dort nachgewiesen.
- Bestandsbeschreibung UBA Ffm Bestand Sa 2 („Sammlung Franz-Lennartz zur deutschen Literatur“) des Archivzentrums der Johann Wolfgang Goethe-Universität Frankfurt am Main mit biografischen Kurznotizen und Literaturangaben, abgerufen am 17. Oktober 2016.